# Luboš Pecka
Luboš Pecka (Prachatice, 19 febbraio 1978) è un ex calciatore ceco, di ruolo attaccante.

## Carriera
Nel 2006-2007 diventa il capocannoniere della Gambrinus Liga 2006-2007 con 16 gol realizzati quando militava nel Mladá Boleslav.
Il 25 settembre 2007 fa il suo primo e unico gol nell'Alemannia Aachen nella vittoria casalinga per 3-1 contro il Paderborn 07.
Fa la sua ultima presenza con l'Alemannia Aachen il 28 settembre 2007 nella sconfitta fuori casa per 2-1 contro il Borussia Mönchengladbach.
Nella stagione 2008-2009 fa il suo ritorno al Mladá Boleslav, dove fa il suo esordio il 2 agosto 2008 nella sconfitta fuori casa per 2-1 contro lo Sparta Praga, partita in cui è stato sostituito al 78' minuto.
Ritorna segnando la sua ventottesima rete con il club il 21 settembre 2008 nella partita casalinga vinta per 2-1 contro il Kladno.
Segna la sua ultima doppietta al Mladá Boleslav il 2 agosto 2009 dove segna i primi due gol della partita, vinta per 4-1 contro lo Slovan Liberec dove viene sostituito al 60' da Fikru-Teferra Lemessa.
Fa la sua ultima presenza al Mladá il 1º novembre 2009 nella vittoria casalinga per 3-2 contro lo Slovácko, dove è stato sostituito al 71' da Fikru-Teferra Lemessa.
Segna la sua seconda rete in Gambrinus Liga nel Dynamo České Budějovice il 27 novembre 2011 nella partita fuori casa persa per 3-1 contro il Mladá Boleslav.
Debutta con il Táborsko il 3 marzo 2012 nella sconfitta casalinga per 2-4 contro il Bohemians Praga. Segna il primo gol con il Táborsko il 12 maggio 2012 nella sconfitta casalinga per 1-6 contro l'Opava.

## Palmarès

### Individuale
- Capocannoniere della Gambrinus Liga: 1

2006-07 (16 reti)